# Ван Зак Хаикал
Ван Зак Хаикал (28. јануар 1991) малезијски је фудбалер.

## Репрезентација
За репрезентацију Малезије дебитовао је 2012. године. За национални тим одиграо је 29 утакмица и постигао 4 гола.

## Статистика
| Малезија | Малезија | Малезија |
| Год.     | Ута.     | Гол.     |
| -------- | -------- | -------- |
| 2012     | 9        | 3        |
| 2013     | 1        | 0        |
| 2014     | 0        | 0        |
| 2015     | 6        | 0        |
| 2016     | 3        | 0        |
| 2017     | 6        | 0        |
| 2018     | 4        | 1        |
| Укупно   | 29       | 4        |